# Lushton, Nebraska
Lushton, Nebraska (енгл. Lushton) град је у америчкој савезној држави Небраска.

## Демографија
По попису из 2010. године број становника је 30, што је 3 (-9,1%) становника мање него 2000. године.
| Група             | 2000.       | 2010.       |
| Белци             | 33 (100,0%) | 30 (100,0%) |
| Афроамериканци    | 0 (0,0%)    | 0 (0,0%)    |
| Азијати           | 0 (0,0%)    | 0 (0,0%)    |
| Хиспаноамериканци | 0 (0,0%)    | 0 (0,0%)    |
| Укупно            | 33          | 30          |